# Паананен, Илкка
И́лкка Па́ананен (фин. Ilkka Paananen; род. 16 июня 1978, Каухайоки, Финляндия) — финский предприниматель, основатель и генеральный директор компании Supercell.
Будучи вдохновлённым кооперативной культурой Netflix, Илкка придумал концепцию видеоигровой компании, где множество маленьких студий входят в одну большую, что позволяет разрабатывать сразу несколько проектов, и в случае финансовой неудачи без серьёзных потерь закрывать их. Основанная в 2010 году компания Supercell базируется на данном принципе.

## Биография

### Начало карьеры
Илкка Паананен родился 16 июня 1978 года в Каухайоки, Финляндия. Он закончил Технический университет в Хельсинки по специальности промышленный инженер и стал магистром в 1998 году. Илкка жил в студенческой квартире, аренда была дешёвой, а государство выдавало ему субсидии, благодаря этому у него была возможность летать на самолёте в другие города, где он посещал финансовые конференции, сам Паананен говорил: «В деньгах я особо не нуждался и терять было нечего».
В 2000 году Илкка начал работать в компании Sumea, став генеральным директором. Студия делала игры для мобильных телефонов. Компания росла, и в 2004 году её продали Digital Chocolate, Sumea получила название Digital Chocolate Helsinki. Паананен провёл почти шесть лет, работая на студию, учась у её сотрудников. Работа возложила на него большую ответственность и, по словам Илкки, он «наделал много ошибок», одна из которых заключалась в том, что, Паананен слишком вдумчиво относился к стратегии компании и планированию портфеля. В 2010 году Паананен покинул Digital Chocolate Helsinki, которая к тому моменту стала одной из крупнейших в Финляндии, и стал работать на венчурную компанию Lifeline Ventures.

### Создание Supercell
Илкку вдохновляла кооперативная культура Netflix. Это привело к идее создания игровой компании с новой стратегией, суть которой заключалась в том, чтобы вместо руководства, осуществляющего контроль за творческой составляющей, истинными руководителями творческого процесса были бы сами игровые команды. Так родилась идея Supercell. Компания разделена на множество внутренних небольших команд, эта стратегия позволяет выпускать игры в софт-лонче, и в случае неудачи без серьёзных потерь закрывать их. Кто-то из знакомых Паананена предложил называть их не командами, а ячейками, поэтому студия стала называться Supercell, набор отдельных ячеек для разработки игр.
Вместе Илкка Паананен, Микко Кодисоя, Петри Стирман, Ласси Леппинен, Виза Форстен и Нико Дероме, основали Supercell в 2010 году. Компания начала свою деятельность в районе Нииттикумпу, Эспоо. Кодисоя, один из создателей Sumea, и Паананен вложили в компанию 250 000 евро. Tekes, финское агентство по финансированию технологических инноваций, одолжило им ещё 400 000 евро, Lifeline Ventures также инвестировала в компанию. В октябре следующего года Supercell привлекла 750 000 евро от London Venture Partners и Initial Capital. Первой игрой, которую компания начала разрабатывать, была масштабная многопользовательская онлайн-игра Gunshine, в которую можно было играть в Facebook. Прототип игры был готов через восемь месяцев. После завершения разработки Gunshine в мае 2011 года Accel инвестировала в компанию 8 миллионов евро, а акционер Кевин Комолли стал членом совета директоров Supercell.
В 2012 году Supercell была признана лучшей скандинавской стартап-компанией.

### Дальнейшая карьера
В июне 2016 года Supercell стал первым европейским технологическим стартапом, стоимость которого достигла 10 миллиардов долларов. В том же году компания была выкуплена китайским конгломератом Tencent Holdings, получив 81,4 % акций компании стоимостью 8,4 млрд евро. В 2018 году компания заняла первое место среди европейских разработчиков мобильных приложений с наибольшими доходами.
В 2022 году Паананен назвал концепцию маленьких команд несостоятельной, наметив новый курс развития Supercell. Он отметил, что ни одна из успешных игр компании не показала сильного роста за несколько лет, включая Clash of Clans (2012) и Clash Royale (2016), а также, что Supercell не выпустила ни один успешный проект со времён запуска Brawl Stars в 2018 году. Илкка отметил, что маленькие команды не только разрабатывали новые игры, но и поддерживали их с этапа бета-тестирования, они хорошо справлялись с разработкой концепций и созданием потенциально успешных проектов, но не подходили для долгосрочной поддержки. Согласно новому курсу развития, Supercell отказалась от концепции маленьких команд, и их размер определяется, основываясь на типе игры и фазе её разработки. Такой подход стал успешным, выручка компании за 2024 год достигла 2,8 млрд евро, что на 77% больше по сравнению с предыдущим годом.

## Благотворительность
Илкка Паананен является активным участником стартап-сообщества в Хельсинки, где он наставляет и обучает других предпринимателей. Вместе с Микко Кодисоей он основал фонд We Foundation для борьбы с социальным неравенством и помощи обездоленным детям Финляндии.